# Maman Youssoufou
Maman Youssoufou, dit Youssofo, né le 10 février 1990, est un footballeur ghanéen. Il obtient la nationalité tunisienne en 2014, après sa résiliation de contrat avec le CSS il est très demandé et notamment par le Club Africain.

## Clubs
- 2009-2014 : Club sportif sfaxien ( Tunisie)

## Palmarès
- Coupe de la CAF (1) :
  - Vainqueur : 2013
  - Finaliste : 2010

- Coupe nord-africaine des vainqueurs de coupe (1) :
  - Vainqueur : 2009
- Coupe de Tunisie de football (1) :
  - Vainqueur : 2009
  - Finaliste : 2010
- Champion de Tunisie : 2013